# Citromhasú légykapó
A citromhasú légykapó (Microeca flavigaster) a madarak osztályának a verébalakúak (Passeriformes) rendjéhez és a  cinegelégykapó-félék (Muscicapidae) családjához tartozó faj.

## Rendszerezése
A fajt John Gould angol ornitológus írta le 1843-ban.

## Alfajai
- Microeca flavigaster laeta Salvadori, 1878
- Microeca flavigaster tarara Rand, 1940
- Microeca flavigaster flavissima Schodde & Mason, 1999[2]

## Előfordulása
Ausztrália északi részén, valamint Indonézia és Pápua Új-Guinea területén honos. Természetes élőhelyei a szubtrópusi és trópusi síkvidéki esőerdők, mangroveerdők és szavannák.

## Megjelenése
Testhossza 15 centiméter, testtömege 11-14 gramm.
|  |

## Természetvédelmi helyzete
Az elterjedési területe rendkívül nagy, egyedszáma pedig stabil. A Természetvédelmi Világszövetség Vörös listáján nem fenyegetett fajként szerepel.